# 晶体之火
晶体之火：晶体管的发明及信息时代的来临（英語：Crystal Fire: the birth of the information age）是一本关于现代固态电子器件发展的科普书籍，由莉莲·霍德森与迈克尔·赖尔登合著，1997年在W·W·诺顿出版公司出版。